# 異次元戦士デュラン
異次元戦士デュランは、吉野匠のライトノベル。

## あらすじ
ルクレール王家には守護神となるジェイカー（師父）がいる……。
友人からゲームと言って渡されたイヤホンに似たもの。装着し、寝るとゲームが始まるらしい。
己が、ジェイカー（師父）・デュランとなり、ルクレール王家、王女に仕えていく夢。それがゲームの内容であった。
プレイヤーはリアル（現実）では一介の高校生である水城影樹。妹とともに暮らし、両親は海外出張中。
妹はお兄ちゃんが大好きで、朝は起こしに来るのではなく寝顔を見ているだけ。そんな日々を過ごしている。
影樹はゲームに出てくる武器に見覚えがあるのは勘違いだと思いたいが、実際に家から同じものが発見されてしまう……。

## 登場人物
水城影樹　本作品の主人公。もとはジェイカー・デュランであり、ルクレール王家の守護神であった。しかし、本当のジェイカーであるのか怪しまれていた。本来、ジェイカーは死んだあと、すぐに転生し、赤ん坊として生まれ変わるとされていたため。
しかし、ジェイカーと神から告げられたのは記憶喪失の人間。赤ん坊ではなかった。記憶喪失になった原因は別の世界にいたころにあるらしい。
地球に追放された理由は、侵略してきた敵と戦わずに逃げることを推奨し続け、最終的には、王家に対する忠誠心を疑われたため。
地球では高校生として夢幻坂学園に通う。
水城空音　影樹の妹。影樹がジェイカーとして王家に仕えていた時も義妹であった。名前はアデリーヌ。唯一、記憶を失っていなかった。同時に地球に追放された。
地球では中学生として同じ学園に通う。兄が大好き。
須藤彩人　影樹の友人。同じ学園に通い、席は隣。影樹にゲームを渡した。
王家に仕えていた時はジェイカーの部下で名前はジョシュア。